# Печеська сільська рада
Пече́ська сільська́ ра́да — адміністративно-територіальна одиниця та орган місцевого самоврядування у Красилівському районі Хмельницької області. Адміністративний центр — село Печеське.

## Загальні відомості
- Населення ради: 921 особа (станом на 2001 рік)

## Населені пункти
Сільській раді підпорядковані населені пункти:
- с. Печеське
- с. Грицики

## Склад ради
Рада складається з 12 депутатів та голови.
- Голова ради: Лісовський Микола Миколайович
- Секретар ради: Пилипюк Євгена Леонідівна

### Керівний склад попередніх скликань
| Прізвище, ім'я, по батькові   | Основні відомості                                                               | Дата обрання | Дата звільнення |
| ----------------------------- | ------------------------------------------------------------------------------- | ------------ | --------------- |
| Лісовський Микола Миколайович | Сільський голова, 1975 року народження, освіта середня спеціальна, безпартійний | 26.03.2006   | 31.10.2010      |
| Лісовський Микола Миколайович | Сільський голова, 1975 року народження, освіта середня спеціальна, безпартійний | 31.10.2010   |                 |

Примітка: таблиця складена за даними сайту Верховної Ради України

### Депутати
За результатами місцевих виборів 2010 року депутатами ради стали:

#### За суб'єктами висування
| Суб'єкт висування | Кількість обраних депутатів | %    |
| ----------------- | --------------------------- | ---- |
| Партія регіонів   | 11                          | 91,7 |
| Народна партія    | 1                           | 8,3  |

#### За округами
| № округу        | Прізвище, ім'я, по батькові     | Дата визнання обраним | Освіта  | Партійна приналежність | Відомості про обраного депутата                         |
| --------------- | ------------------------------- | --------------------- | ------- | ---------------------- | ------------------------------------------------------- |
| Народна Партія  |                                 |                       |         |                        |                                                         |
| 12              | Поліщук Руслан Васильович       | 02.11.2010            | вища    | позапартійний          | ДП ЗАТ "Оболонь «Красилівське», робочий                 |
| Партія регіонів |                                 |                       |         |                        |                                                         |
| 1               | Остапчук Віктор Іванович        | 02.11.2010            | вища    | член Партії регіонів   | Сільський будинок культури с. Печеське, директор        |
| 2               | Данилюк Василь Анатолійович     | 02.11.2010            | вища    | позапартійний          | СК «Україна» с. Печеське, тракторист                    |
| 3               | Дячук Зоя Карпівна              | 02.11.2010            | середня | позапартійна           | фельдшерсько-акушерський пункт с. Печеськи, санітарка   |
| 4               | Паращук Тетяна Вікторівна       | 02.11.2010            | вища    | позапартійна           | фельдшерсько-акушерський пункт с. Печеськи, завідувачка |
| 5               | Шевчук Антоніна Антонівна       | 02.11.2010            | вища    | позапартійна           | пенсіонер                                               |
| 6               | Данилюк Наталія Петрівна        | 02.11.2010            | вища    | позапартійна           | СК «Україна» с. Печеське, бухгалтер                     |
| 7               | Форостовська Наталія Миколаївна | 02.11.2010            | вища    | позапартійна           | ПП Мельник, продавець                                   |
| 8               | Брянський Ігор Арсенійович      | 02.11.2010            | вища    | позапартійний          | ДП ЗАТ "Оболонь «Красилівське», робочий                 |
| 9               | Пилип'юк Євгена Леонідівна      | 02.11.2010            | середня | позапартійна           | Печеська сільська рада, головний бухгалтер              |
| 10              | Надолинська Ольга Павлівна      | 02.11.2010            | середня | позапартійна           | фельдшерсько-акушерський пункт с. Грицики, завідувачка  |
| 11              | Грабарчук Тетяна Григорівна     | 02.11.2010            | вища    | позапартійна           | СК «Україна» с. Печеське, обліковець                    |